# Julio Bashmore
Julio Bashmore (richtiger Name Mathew Walker) ist ein britischer House-DJ aus Bristol.

## Biografie
Mit 14 Jahren begann Mathew Walker alias Julio Bashmore mit dem Mixen von Liedern und etablierte sich danach als DJ. 2009 veröffentlichte er seine erste EP mit seinem Künstlernamen als Titel beim Label Dirtybird. Weitere Veröffentlichungen als DJ und Produzent folgten. Mit Au Seve, der ersten Veröffentlichung bei seinem eigenen Label Broadwalk Records, hatte er im Oktober 2012 einen Charthit in den UK Top 75.

## Diskografie
Alben
- Knockin’ Boots (2015)

Lieder
- Um Bongo’s Revenge (2010)
- Battle for Middle You (2011)
- Au Seve (2012)
- Peppermint (2014)